# Evropske književne nagrade
Evropske nagrade za književnost so se pojavile vzporedno z razvojem književnosti pri posameznih nacionalnostih in državah v Evropi. Posamezne države so razvijale različne zvrsti književnosti, v različnem obsegu in kakovosti. Med prvimi v Evropi je prestižno nagrado za književnost uvedla Francija z nagrado Prix Goncourt leta 1903. Sledila ji je Nemčija z nagrado Georg Büchner Preis leta 1951 in Združeno kraljestvo z Man Booker Prize Bookerjevo nagrada, ki je najbolj znana britanska nagrada, ustanovljena leta 1968.

## Nagrade podeljene nagrajencem v Franciji (Le Prix Goncourt)
Le Prix Goncourt je nagrada za književnost v francoščini, ki jo podeljuje akademija Goncourt avtorjem najboljših književnih del v francoskem jeziku, izdanih v preteklem letu, izjemoma tudi prej. Nagrado podeljujejo za 5 književnih zvrsti. To so roman, novela, življenjepis, poezija in najboljše književno delo, namenjeno mladini.

### Nagrajenci književnih del, napisanih v francoščini
- 1990  Jean Rouaud za delo Les Champs d'honneur
- 1991  Pierre Combescot za delo Les Filles du Calvaire
- 1992  Patrick Chamoiseau za delo  Texaco
- 1993  Amin Maalouf za Le Rocher de Tanios
- 1994  Didier Van Cauwelaert za delo  Un Aller simple
- 1995  Makine Andreï za delo  Le Testament français
- 1996  Pascale Roze za delo  Le Chasseur Zéro
- 1997  Patrick Rambaud za delo  Le Bataille
- 1998  Paule Constant za delo  Confidence pour confidence
- 1999  Jean Echenoz za delo  Je m'en vais
- 2000  Jean Jacques Schuhl za delo  Ingrid Caven
- 2001  Jean Christophe Rufin za delo  Rouge Brésil
- 2002  Pascal Quignard za delo  Les Ombres errantes
- 2003  Jacques Pierre Amette za delo  La maîtresse de Brecht
- 2004  Laurent Gaudé za delo  Le Soleil des Scorta  prevedeno v slovenščino, Sonce Scortovih
- 2005  François Weyergans za delo  Trois jours chez ma mère
- 2006  Jonathan Littell za delo  Les Bienveillantes
- 2007  Gilles Leroy za delo  Alabama song
- 2008  Rahimi Atiq za delo  Syngué sabour
- 2009  Marie Ndiaye za delo  Trois Femmes puissantes (založba Gallimard)
- 2010  Michel Houellebecqu za delo  La carte et le territoire (Zemljevid in ozemlje), roman, triler in satira
- 2011  Alexis Jenni za delo  L'Art francais de la guerre
- 2012  Jerome Ferrari za delo Sermon sur la chute de Rome
- 2013  Pierre Lemaitre za delo Au revoir la haut
- 2014  Lydia Salvayre za delo Pas pleurer

### Nagrada za najboljši roman  (Prix Goncourt du Premier Roman)
Nagrado za najboljši roman   prvenec, napisan v francoščini, podeljuje Akademija Goncourt od leta 1990. Pokrovitelj podeljevanja je glavo mesto Francije Pariz, kjer jo tudi podeljujejo.
- 1990   Helene de Monferrand za roman Les Amies d'Heloise
- 1991   Armande Gobry Valle za roman Iblis ou la defroque du serpent
- 1992   Nita Rousseau za roman Les Iris bleus
- 1993   Bernard Chambaz za roman L'Arbre de vies
- 1994   Bernard Lamarche Vadel za roman Veterinaires
- 1995   Florence Seyvos za roman Les Apparitions
- 1996   Yann Moix za roman Jubilations vers le ciel
- 1997   Jean Christophe Rufin za roman L'Abyssin
- 1998   Shan Sa za roman Porte de la paix celeste
- 1999   Nicolas Michel za roman Un revenant
- 2000   Benjamin Berton za roman Sauvageons
- 2001   Salim Bachi za roman Le Chien d'Ulysse
- 2002   Soazig Aaron za roman Le Non de Klara
- 2003   Claire Delannoy za roman La Guerre, l'Amerique
- 2004   Francoise Dorner za roman La FIlle du rang derriere
- 2005   Alain Jaubert za roman Val Paradis
- 2006   Hedi Kaddour za roman Waltenberg
- 2007   Frederic Brun za roman Perla
- 2008   Jakuta Alikavazovic za roman Corps volatils
- 2009   Jean Baptiste Del Amo za roman Une education libertine
- 2010   Laurent Binet za roman HHhH
- 2011   Michel Rostan za roman Le Fils
- 2012   Francois Garde za roman Ce guil advint du sauvage blanc
- 2013   Alexandre Postel za roman Unhomme efface
- 2014   Frederic Verger za roman Arden

### Nagrada za najboljšo novelo  (Prix Goncourt de la Nouvelle)
Nagrado za kratko zgodbo ali novelo je pričela podeljevati Akademija Goncourt leta 1974. Od leta 2001 jo podeljujejo v francoskem mestu Strasburgu. Prejemniki so bili:
- 1974   Daniel Boulanger za novelo Fouette cocher
- 1975   Corina Bille za novelo La Demoiselle sauvage
- 1976   ?
- 1977   Henri Gougaud za novelo Departements et territorires d'outre mort
- 1978   Christiane Baroche za novelo Chambres, avec vue sur le passe
- 1979   ?
- 1980   ?
- 1981   Annie Saumont za novelo Queiquefois dans les ceremonies
- 1982   Rene Depestre za novelo Alleluia pour une femme jardin
- 1983   ?
- 1984   ?
- 1985   Pierrette Fleutiaux za novelo Metamorphoses de la reine
- 1986   Jean Vautrin za novelo Baby boom
- 1987   ?
- 1988   ?
- 1989   Paul Fournel za novelo Les Athletes dans leur tete
- 1990   do   1998   ?
- 1999   Elvire de Brissac za novelo Les Anges d'en bas
- 2000   Catherine Paysan za novelo Les Desarmes
- 2001   Stephane Denis za novelo Elle a maigri pour le festival
- 2002   Sebasien Lapaque za novelo Mythologie francaise
- 2003   Philippe Claudel za novelo Les Petites Mecaniques
- 2004   Olivier Adam za novelo Passer l'hiver
- 2005   Georges Olivier Chateaureynaud za novelo Singe savant tabasse par deux clowns
- 2006   Franz Bartelt za novelo Le Bar des habitudes
- 2007   Brigitte Giraud za novelo L'amour est tres surestime
- 2008   Jean Yves Masson za novelo Ultimes verites sur la mort du nageur
- 2009   Sylvain Tesson za novelo Une vie a coucher dehors
- 2010   Eric Emmanuel Schmitt za novelo Concerto a la memoire d'un ange
- 2011   Bernard Comment za novelo Tout passe
- 2012   Didier Daeninckx za novelo L'Espoir en contrebande
- 2013   Fouad Laroui za novelo L'Etrange Affaire du pantalon de Dessoukine
- 2014   ?

### Nagrada za najboljšo poezijo  (Prix Goncourt de la Poesie)
Prejemniki nagrade za najboljšo poezijo od leta 1985 dalje so bili pesniki:
- 1985  Claude Roy
- 1986  (ni podeljena)
- 1987  Yves Bonnefoy
- 1988  Eugene Guillevic
- 1989  Alain Bosquet
- 1990  Charles Le Quintrec
- 1991  Jean - Claude Renard
- 1992  Georges-Emmanuel Clancier
- 1993  (ni podeljena)
- 1994  (ni podeljena)
- 1995  Lionel Ray
- 1996  Andre Velter
- 1997  Maurice Chappaz
- 1998  Lorand Gaspar
- 1999  Jacques Reda
- 2000  Liliane Wounters
- 2001  Claude Esteban
- 2002  Andree Chedid
- 2003  Philippe Jaccottet
- 2004  Jacques Chessex
- 2005  Charles Dobzynski
- 2006  Alain Jouffroy
- 2007  Marc Alyn
- 2008  Claude Vigee
- 2009  Abdellatif Laabi
- 2010  Guy Goffette
- 2011  Venus Khoury-Ghata
- 2012  Jean-Claude Pirotte
- 2013  Charles Juliet
- 2014  ?

### Nagrada za najboljšo biografijo  (Prix Goncourt de la Biographie)
Nagrado Akademije Goncourt za najbolše napisano biografijo v francoščini podeljujejo v francoskem mestu Nancy, ki je tudi pokrovitelj te nagrade za francosko književnost. Od leta 1999 dalje so jo prejeli sledeči pisci:
- 1999   Claude Pichois za življejepis pisateljice Colette
- 2000   Dominique Bona za življenjepis slikarke Berthe Morisot
- 2001   Laure Murat za življenjepis La maison du docteur Blanche
- 2002   Jean Paul Goujon za skrita pisma in dopisovanje Une vie secrete (1870   1925) in Mille lettres de Piere Louys a Georges Louis (1890   1917)
- 2003   Pierre Billard za življenjepis Louis Malle
- 2004   Claude Dufresne za življnjepis Appelez moi George Sand
- 2005   Thibaut d'Anthonay za življenjepis Jean Lorrain
- 2006   Angie David za življenjepis Dominique Aury]]
- 2007   Patrice Locmant za življenjepis Joris Karl Huysmans
- 2008   Jennifer Lesieur za življenjepis Jack London
- 2009   Viviane Forrester za življenjepis Virginia Woolf
- 2010   Michel Winock za življenjepis Madame de Stael

### Nagrada za najboljšo knjigo namenjeno mladini  (Prix Goncourt de la Jeunesse)
Naagrado za najboljše književno delo v francoščini namenjeno mladini podeljujejo v francoskem mestu Fontvieille od leta 1999 dalje. Doslej so to nagrado prejeli sledeči pisatelji:
- 1999   Claude Guillot in Fabienne Burckel za književno delo Le Fantome de Shanghai
- 2000   Eric Battut za književno delo Rouge matou
- 2002   Fred Bernard za književno delo Jeanne et le Mokele in

Francois Roca za književno delo Jesus Betz
- 2003   Yvan Pommaux za književno delo Avant la tele
- 2004   Jean Chalon in Martine Delerm za književno delo Un arbre dans la Lune
- 2005   Natali Fortier za književno delo Lili Plume
- 2006   Bernard Bucheron in Nicole Claveloux za književno delo Un roi, une princesse et une pieuvre
- 2007   Veronique Ovalde in Joelle Jolivet za književno delo La Tres Petite Zebuline

## Nagrade podeljene nagrajencem v Nemčiji (Georg Büchner Preis)
Nagrada se podeljuje vsem književnikom, ki pišejo v nemškem jeziku.
- 1990  Tankred Dorst
- 1991  Wolf Biermann
- 1992  George Tabori
- 1993  Peter Rühmkorf
- 1994  Adolf Muschg  v slovenščino prevedeno, Abisserjev razlog, Prstan,
- 1995  Durs Grünbein
- 1996  Sarach Kirsch
- 1997  Hans Carl Artmann  v slovenščino prevedeno, Sonce je bilo zeleno jajce
- 1998  Elfriede Jelinek  v slovenščino prevedeno, Ljubimki, Naslada, Smrt in deklica, Učiteljica klavirja
- 1999  Arnold Stadler
- 2000  Volker Braun
- 2001  Friderike Mayröcker
- 2002  Wolfgang Hilbig
- 2003  Alexander Kluge
- 2004  Wilhelm Genazino  v slovenščino prevedeno, Dežnik za ta dan, Ljubezenski preplah,
- 2005  Brigitte Kronauer  v slovenščino prevedeno, Robec
- 2006  Oskar Pastior
- 2007  Martin Mosebach
- 2008  Josef Winkler  (*3.marec 1953  Kamering  Koroška)
- 2009  Walter Kappacher  (*1938 )
- 2010  Reinhard Jirgi  (*1963 )
- 2011  Friderich Christian Delius  (*1943)
- 2012  Felicitas Hoppe
- 2013  Sibylle Lewitscharoff
- 2014 Jurgen Becker
- 2015  Rainald Goetz
- 2016 Marcel Beyer

### Ostale nagrade za književnost v nemškem jeziku
V Nemčiji podeljujejo še veliko drugih nagrad za književnost, med njimi so zelo pomembne še:
- Sigmund Freud Preis  nagrada za znanstveno prozo. Nagrade se podeljujejo od leta 1964  dalje.
- Friedrich Gundolf Preis  nagrada za germanistiko v tujini, podeljuje se od leta 1964  dalje.
- Johann Heinrich Merck Preis  nagrada za literarno kritiko in esejistiko, podeljuje se od leta 1964 dalje.
- Johan Heinrich Voß Preis  nagrada za najboljše prevode poezije, dram in esejev v nemški jezik. Podeljuje se od leta 1958 dalje.

## Nagrade podeljene nagrajencem v Rusiji (Ruska verzijaBooker Prize)
Od leta 1992 v Rusiji podeljujejo prestižno nagrado svojim književnikom  (Ruska Buker literaturna premija). Takšnih nagrad književnikom v Rusiji niso dajali vse od leta 1917. Vsako leto se nagradi najboljše knjižno delo napisano v ruskem jeziku. Upoštevajo se vsa dela, ki so prispela do določenega datuma na navedeni naslov v razpisu za nagrado. Najprej oblikujejo tako imenovani »dolgi spisek« prijavljenih del, nato pa na osnovi strokovnih ocen sestavijo »kratek spisek«  največ šestih del, ki predstavljajo nominirance za glavno nagrado. Leta 1992 je bila glavna nagrada izplačana v vrednosti 12.500 US$, leta 2007 pa v vrednosti 15.000 US$, poleg te so vsem nominirancem s »kratkega spiska« izplačali še nagrade v vrednosti 1000 US$.
- Leta 2008 so povečali vsoto nagrad za šest nomirancev in glavnega nagrajenca na 20 000 US$, šest izbranih nominirancev dobi po 2000 US$, glavni nagrajenec pa 8000 US$. V procesu nominacije je v letu 2008 sodelovalo 44 založb, 10 knjižnic, 4 univerze in 13 časopisnih hiš. Na razpis so se lahko prijavila dela  romani, objavljeni v času od 16. junija 2007, do 15. junija 2008. »Dolgi spisek« izbranih del je bil ojavljen 2. julija 2008, »kratki spisek« izbranih finalistov pa 2. oktobra 2008. Zmagovalec je bil slavnostno razglašen 3. decembra 2008.
- Žirija za izbor kandidatov in uvrstitev finalistov na kratki spisek je  2. oktobra 2008 izbrala sledečih 6 finalistov:
  - Bolšov Ilija  za delo Armada
  - Elizarov Mihail  za delo Bibliotekari
  - Nekrasova Elena  za delo Šukinski i goroda
  - Sadulaev German  za delo Tabletka
  - Šekina Galina  za delo Grafomanke
  - Šarov Vladimir  za delo Budite kak deti
- Prejemnik nagrade je postal 3. decembra 2008 Mihail Elizarov.
- Leta 2010 je prišlo v širši izbor za Ruski Booker 95 književnih del. V procesu nominacije je 1. julija 2010 bilo uvrščenih  na dolgi spisek 24 književnih del, katere je izbiralo 47 založb, 9 časopisov, 4 univerze in 11 knjižnic. Izbor za kratki spisek je bil 6. oktobra 2010, žirija je nanj uvrstila 6 del, katere so poslali pisatelji; Oleg Zaijončkovski, Andrej Ivanov, Elena Koljadina, Mariam Petrosjan, German Sadulacev in Margarita Hemlin. Podelitev nagrad in razglasitev zmagovalke med izbranimi je bila  2. decembra 2010 nagrajena Elena Koljadina.

Nagrajenci z nagrado Ruski Booker po letih so:
- 1992  Mark Sergejevič Haritonov, (za delo Linija sudbi, ili Sindicok Milaševića),
- 1993  Vladimir Makanin, (za delo Stol, pokritii suknom i s grafinom v seredine),
- 1994  Bulat Okudžava, (za delo Uprazdnennii teatr),
- 1995  Georgij Vladimov, (za delo General i ego armija),
- 1996  Andrej Sergejev, (za delo Alibom dlja marok),
- 1997  Anatolij Azolskii, (za delo Kletka),
- 1998  Aleksander Morozov, (za delo Čužie pisma),
- 1999  Mihail Butov, (za delo Svoboda),
- 2000  Mihail Šiškin, (za delo Vzjatie Izmaila),
- 2001  Ljudmila Ulitskaja, (za delo Kazus Kukockogo),
  - 2001 Georgij Vladimov, posebna nagrada za delo desetletja (za roman General i ego armija),
- 2002  Oleg Pavlov, (za delo Karagandinskie deviatinii, ili Povesti poslednih dnei),
- 2003  Ruben David in Gonsales Galeego, (za delo Beloe na černom),
- 2004  Vasilij Aksenov, (za delo Volterijanci i volterijanki),
- 2005  Denis Gutsko, (za delo Bez puti   sleda),
- 2006  Olga Slavnikova, (za delo 2017),
- 2007  Aleksander Ilićevski, (za delo Matiss),
- 2008  Mihail Elizarov  (za roman Bibliotekari),
- 2009  Elena Čižova  (za luciden roman Vremje ženšin),
- 2010  Elena Koljadina  (za roman Cvetočnji krest),
- 2011
  - 2011  Aleksander Čudakov_ (1938 - 2005), posebna nagrada za delo desetletja med letoma 2001 in 2010, za roman Ložitsja mgla na starie stupeni... ,
- 2012  Andrej Dimitriev  (za roman Kristijanin i tineidžer),
- 2013  Andrej Volos  (za roman Vozvrašenie v Pandžrud),
- 2014  Vladimir Šarov (za roman Vozvrašenie v Egipet),
- 2015  Aleksander Snegirev (za roman  Vera),
- 2016 Peter Aleškovski (za roman Kreposti),

## Nagrade podeljene nagrajencem Velike Britanije (Man Booker Prize)
Najbolj znana britanska nagrada za književnost, podeljuje se pisateljem, državljanom Commonwealtha ali republike Irske, od leta 2004 pa se lahko za nagrado kandidirajo tudi ameriški avtorji.
- 1990  Byatt, Antonia Susan za delo Possesion
- 1991  Okri, Ben za delo The Famished Road
- 1992  Ondaatje, Michael za delo The English Patient  v slovenščino prevedeno, Angleški pacient
- 1992  Unsworth, Barry za delo Sacred Hunger,
- 1993  Doyle, Roddy za delo Paddy Clarke Ha Ha Ha  enak naslov v slovenskem prevodu,
- 1994  Kelman, James za delo How late it was, How Late  v slovenščino prevedeno, Kako pozno, pozno je bilo
- 1995  Barker, Pat za delo The Ghost Road
- 1996  Swift, Graham za delo Last Orders  v slovenščino prevedeno, Zadnja želja
- 1997  Roy, Arundhati za delo The God of Small Things  v slovenščino prevedeno, Bog majhnih stvari
- 1998  McEwan, Ian za delo Amsterdam  v slovenščino prevedeno, Amsterdam
- 1999  Coetzee, J.M. za delo Disgrace  v slovenščino prevedeno, Sramota
- 2000  Atwood, Margaret za delo The Blind Assassin
- 2001  Carey, Peter za delo True History of the Kelly Gang
- 2002  Martel, Yann za delo The Life of Pi  v slovenščino prevedeno, Pijevo življenje
- 2003  Piere, D.B.C. za delo Vernon God Little  v slovenščino prevedeno, Vernon  gospod Little
- 2004  Hollinghurst, Alan za delo The Line of Beauty  v slovenščino prevedeno, Linija lepote
- 2005  Banville, John za delo The Sea  v slovenskem prevodu, Morje
- 2006  Desai, Kiran za delo The Inheritance of Loss  v slovenščino prevedeno, Dediščina izgube
- 2007  Enright, Anne za delo The Gathering
- 2008  Aravind, Adiga za delo The White Tiger  (Beli tiger)
- 2008  Salman Rushide posebna nagrada za najboljše delo v 40 letih, podelitev za delo  Midnight Children  (Polnočni otroci)
- 2009  Hilary Mantel za delo Wolf Hall
- 2010  Howard Jacobson za delo The Finkler Question
- 2011  Julian Barnes za delo The Sense of an Ending
- 2012  Hilary Mantel za delo Bring up the Bodies
- 2013  Eleanor Catton za delo The Luminaries
- 2014  Richard Flanagan za delo The Narrow Road to the Deep North